# Silcher (Rebsorte)
Der Silcher ist eine Weißweinsorte. Die Namensähnlichkeit hat nichts mit dem Schilcher-Wein zu tun. Es handelt sich wie bei der Rebsorte Juwel um eine Neuzüchtung aus Kerner × Silvaner. Neben Rebflächen in Deutschland sind auch kleine Bestände in Norditalien bekannt.
Die Kreuzung erfolgte im Jahr 1951 durch August Herold an der Staatlichen Lehr- und Versuchsanstalt für Wein- und Obstbau in Weinsberg, Baden-Württemberg. Die Rebsorte wurde dem Komponisten Friedrich Silcher gewidmet, der von 1789 bis 1860 lebte.
Der Wein ähnelt dem Silvaner. Silcher ist eine Varietät der Edlen Weinrebe (Vitis vinifera). Sie besitzt zwittrige Blüten und ist somit selbstfruchtend. Beim Weinbau wird der ökonomische Nachteil vermieden, keinen Ertrag liefernde, männliche Pflanzen anbauen zu müssen.
Siehe auch die Artikel Weinbau in Deutschland und Weinbau in Italien sowie die Liste von Rebsorten.
Synonyme: keine
Abstammung: Kerner x Silvaner (wie beim Juwel)